# Saint-Amé
Pour les articles homonymes, voir Saint Amé.
Saint-Amé est une commune française située dans le département des Vosges, en région Grand Est.

## Géographie

### Localisation
Saint-Amé est située à 4 km de Vagney, ville la plus proche, à 8 km de Remiremont, à 22 km de Gérardmer et 34 km d'Epinal (préfecture des Vosges).
| Saint-Étienne-lès-Remiremont | Saint-Étienne-lès-Remiremont Cleurie | Le Syndicat |
| Saint-Étienne-lès-Remiremont | Saint-Amé                            | Le Syndicat |
| Saint-Étienne-lès-Remiremont | Dommartin-lès-Remiremont             | Le Syndicat |

### Géologie et relief
D'abord centré dans le hameau de Celles, le village s'est étendu vers la vallée au fil des siècles. Les forêts occupent 503 hectares.
Le Centre de Géologie de St Amé-Le Syndicat (Terrae Genesis) consacre l’un de ses quatre départements à l'histoire du granite et à l'aventure des gens du Granite utilisé en construction dans les Vosges.
Le site du Massif vosgien, inscrit au titre de la loi du 2 mai 1930, regroupe 14 Schémas de cohérence territoriale (SCOT) qui ont tout ou partie de leur territoire sur le périmètre du massif des Vosges.

#### Hydrographie et les eaux souterraines
Hydrogéologie et climatologie : Système d’information pour la gestion des eaux souterraines du bassin Rhin-Meuse :
Territoire communal : Occupation du sol (Corinne Land Cover); Cours d'eau (BD Carthage),
Géologie : Carte géologique; Coupes géologiques et techniques,
 Hydrogéologie : Masses d'eau souterraine; BD Lisa; Cartes piézométriques.
La commune est située dans le bassin versant du Rhin au sein du bassin Rhin-Meuse. Elle est drainée par la Moselotte, le ruisseau de la Cleurie et le ruisseau des Voues,.
La Moselotte prend sa source sur la commune de La Bresse, à 1 280 mètres d’altitude, entre Hohneck (1 363 mètres) et Kastelberg (1 350 mètres), à proximité des sources de la Vologne et de la Meurthe et de la Crête supérieure des Vosges. Elle se jette dans la Moselle au niveau de la commune de Saint-Étienne-lès-Remiremont.
Le Cleurie, d'une longueur totale de 18,9 km, prend sa source dans la commune de Gérardmer et se jette dans la Moselotte au Syndicat, après avoir traversé sept communes.
Le syndicat intercommunal d'assainissement du Haut-des-Rangs couvre un territoire de cinq communes des Vosges : Rupt-sur-Moselle, Vecoux, Dommartin-lès-Remiremont, Saint-Amé, Le Syndicat.

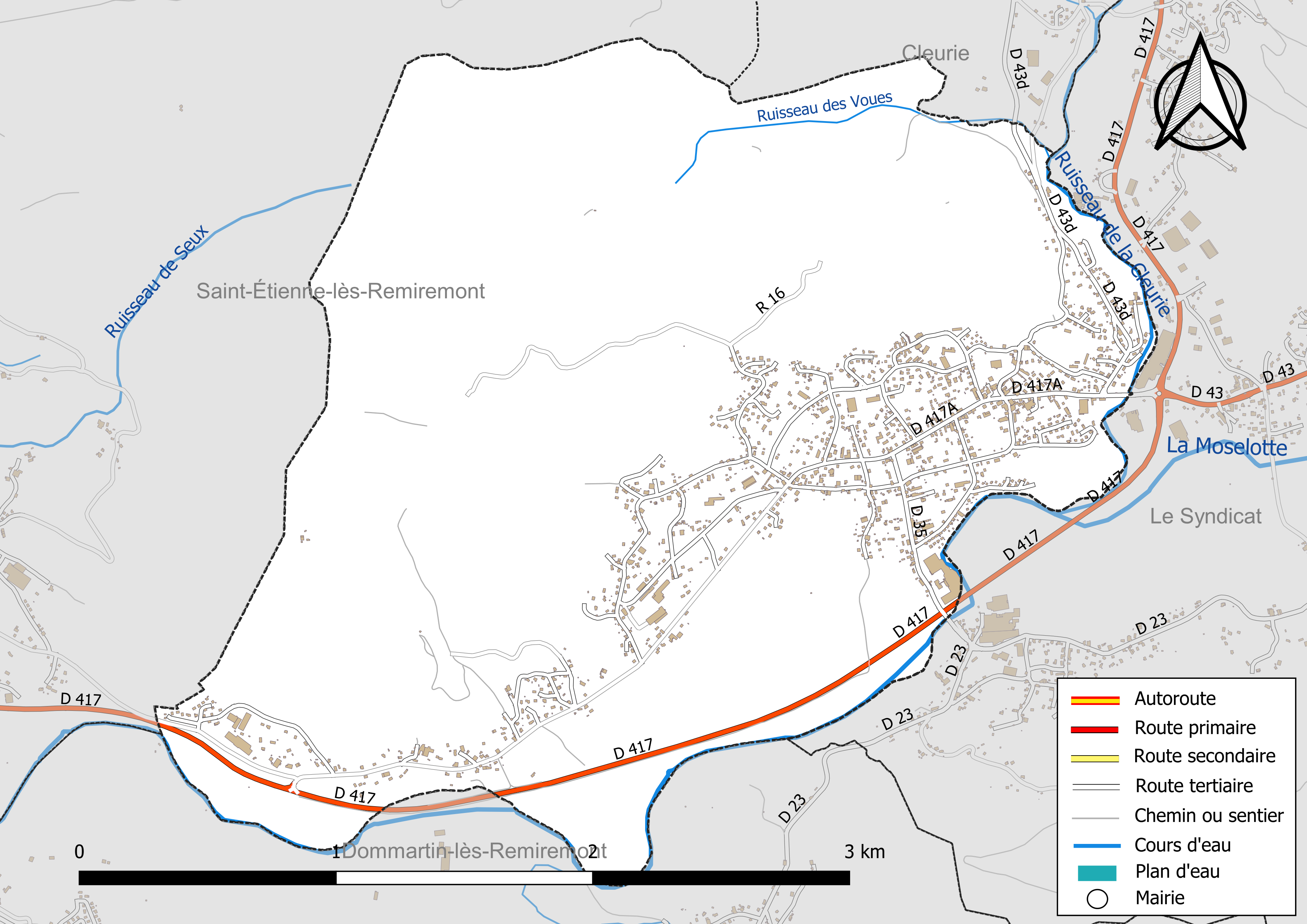
Réseaux hydrographique et routier de Saint-Amé.

La qualité des eaux de baignade et des cours d’eau peut être consultée sur un site dédié géré par les agences de l’eau et l’Agence française pour la biodiversité.

### Climat
Pour des articles plus généraux, voir Climat du Grand Est et Climat des Vosges.
En 2010, le climat de la commune est de type climat de montagne, selon une étude du Centre national de la recherche scientifique s'appuyant sur une série de données couvrant la période 1971-2000. En 2020, Météo-France publie une typologie des climats de la France métropolitaine dans laquelle la commune est exposée à un climat semi-continental et est dans la région climatique Vosges, caractérisée par une pluviométrie très élevée (1 500 à 2 000 mm/an) en toutes saisons et un hiver rude (moins de 1 °C).
Pour la période 1971-2000, la température annuelle moyenne est de 9,6 °C, avec une amplitude thermique annuelle de 17,1 °C. Le cumul annuel moyen de précipitations est de 1 381 mm, avec 13,8 jours de précipitations en janvier et 10,9 jours en juillet. Pour la période 1991-2020, la température moyenne annuelle observée sur la station météorologique de Météo-France la plus proche, « Vagney », sur la commune de Vagney à 4 km à vol d'oiseau, est de 8,8 °C et le cumul annuel moyen de précipitations est de 1 472,7 mm. 
La température maximale relevée sur cette station est de 34,5 °C, atteinte le 25 juillet 2019 ; la température minimale est de −19,4 °C, atteinte le 20 décembre 2009,,.
| Mois                                  | jan.           | fév.           | mars          | avril         | mai           | juin          | jui.          | août          | sep.         | oct.          | nov.           | déc.           | année      |
| ------------------------------------- | -------------- | -------------- | ------------- | ------------- | ------------- | ------------- | ------------- | ------------- | ------------ | ------------- | -------------- | -------------- | ---------- |
| Température minimale moyenne (°C)     | −1,9           | −1,7           | 0,7           | 4,3           | 7,4           | 10,9          | 12,7          | 12,4          | 9,3          | 6,2           | 2,4            | −0,6           | 5,2        |
| Température moyenne (°C)              | 0,5            | 1,2            | 4,4           | 8,7           | 11,7          | 15,4          | 17,2          | 16,9          | 13,5         | 9,6           | 5,2            | 1,8            | 8,8        |
| Température maximale moyenne (°C)     | 2,9            | 4,1            | 8             | 13,1          | 16            | 19,8          | 21,7          | 21,3          | 17,7         | 13,1          | 7,9            | 4,1            | 12,5       |
| Record de froid (°C) date du record   | −12,9 05.01.10 | −17,5 05.02.12 | −11 24.03.08  | −7,7 04.04.22 | −2 06.05.19   | 2,3 05.06.12  | 4,9 02.07.11  | 4,1 11.08.16  | 0,8 17.09.08 | −6,2 29.10.12 | −10,2 30.11.10 | −19,4 20.12.09 | −19,4 2009 |
| Record de chaleur (°C) date du record | 15,4 01.01.22  | 19,3 27.02.19  | 21,9 30.03.21 | 26,3 28.04.12 | 28,6 25.05.09 | 33,9 26.06.19 | 34,5 25.07.19 | 34,4 07.08.15 | 30 05.09.23  | 24,7 23.10.19 | 21 08.11.15    | 16,9 28.12.15  | 34,5 2019  |
| Précipitations (mm)                   | 156,2          | 116,3          | 105,9         | 76,3          | 130,9         | 128,7         | 108           | 122,2         | 106,9        | 123,1         | 131,9          | 166,3          | 1 472,7    |

| Diagramme climatique                                  |              |           |             |            |               |             |               |              |              |             |              |
| J                                                     | F            | M         | A           | M          | J             | J           | A             | S            | O            | N           | D            |
| 2,9−1,9156,2                                          | 4,1−1,7116,3 | 80,7105,9 | 13,14,376,3 | 167,4130,9 | 19,810,9128,7 | 21,712,7108 | 21,312,4122,2 | 17,79,3106,9 | 13,16,2123,1 | 7,92,4131,9 | 4,1−0,6166,3 |
| Moyennes : • Temp. maxi et mini °C • Précipitation mm |              |           |             |            |               |             |               |              |              |             |              |

Les paramètres climatiques de la commune ont été estimés pour le milieu du siècle (2041-2070) selon différents scénarios d'émission de gaz à effet de serre à partir des nouvelles projections climatiques de référence DRIAS-2020. Ils sont consultables sur un site dédié publié par Météo-France en novembre 2022.

## Urbanisme

### Typologie
Au 1er janvier 2024, Saint-Amé est catégorisée bourg rural, selon la nouvelle grille communale de densité à sept niveaux définie par l'Insee en 2022.
Elle appartient à l'unité urbaine de Vagney, une agglomération intra-départementale regroupant dix  communes, dont elle est ville-centre,,. Par ailleurs la commune fait partie de l'aire d'attraction de Remiremont, dont elle est une commune de la couronne,. Cette aire, qui regroupe 12 communes, est catégorisée dans les aires de moins de 50 000 habitants,.

### Occupation des sols
L'occupation des sols de la commune, telle qu'elle ressort de la base de données européenne d’occupation biophysique des sols Corine Land Cover (CLC), est marquée par l'importance des forêts et milieux semi-naturels (61,1 % en 2018), en diminution par rapport à 1990 (62,1 %). La répartition détaillée en 2018 est la suivante : 
forêts (61,1 %), zones urbanisées (23,1 %), prairies (15,8 %), zones industrielles ou commerciales et réseaux de communication (0,1 %). L'évolution de l’occupation des sols de la commune et de ses infrastructures peut être observée sur les différentes représentations cartographiques du territoire : la carte de Cassini (XVIIIe siècle), la carte d'état-major (1820-1866) et les cartes ou photos aériennes de l'IGN pour la période actuelle (1950 à aujourd'hui).

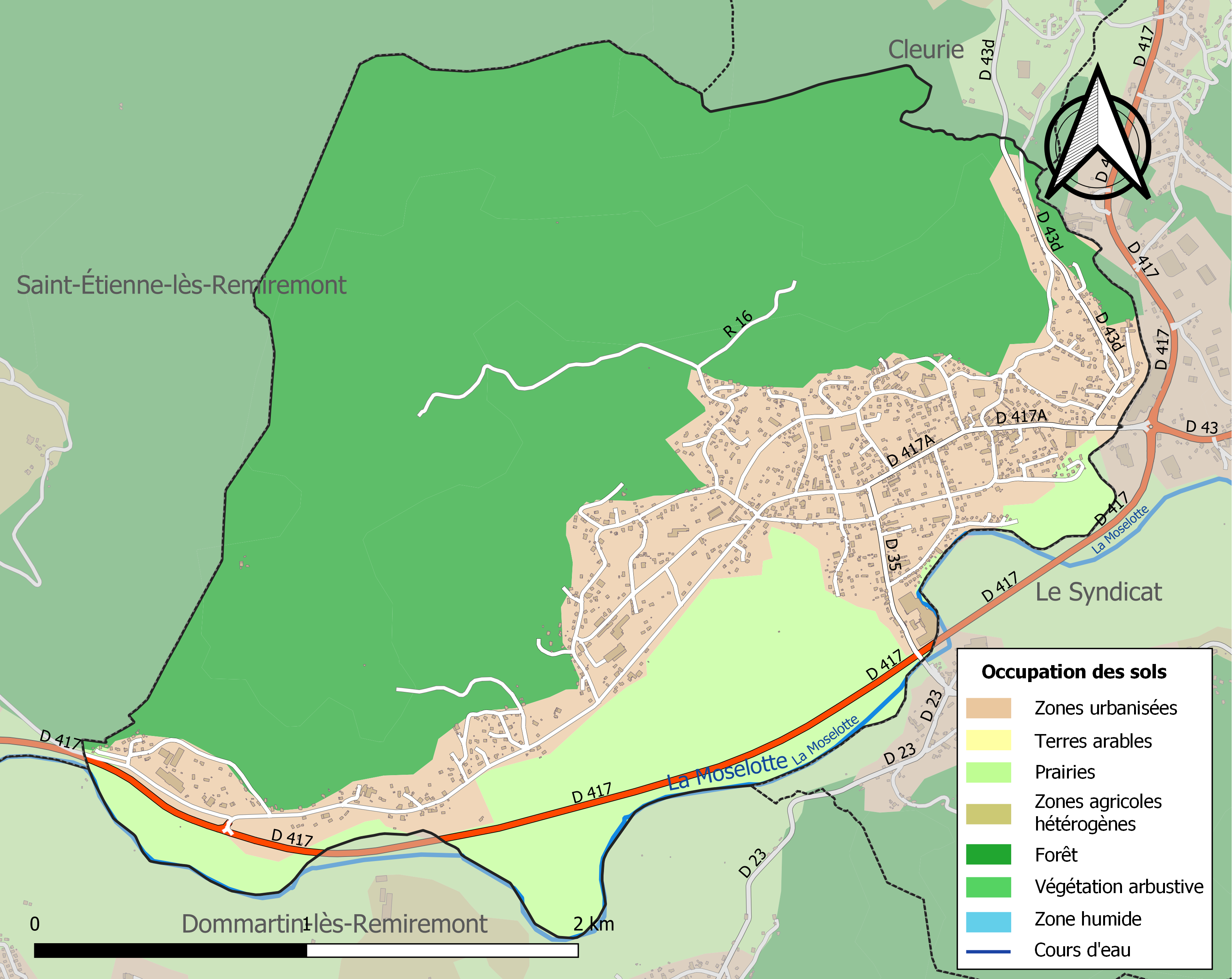
Carte des infrastructures et de l'occupation des sols de la commune en 2018 (CLC).

### Voies de communications et transports

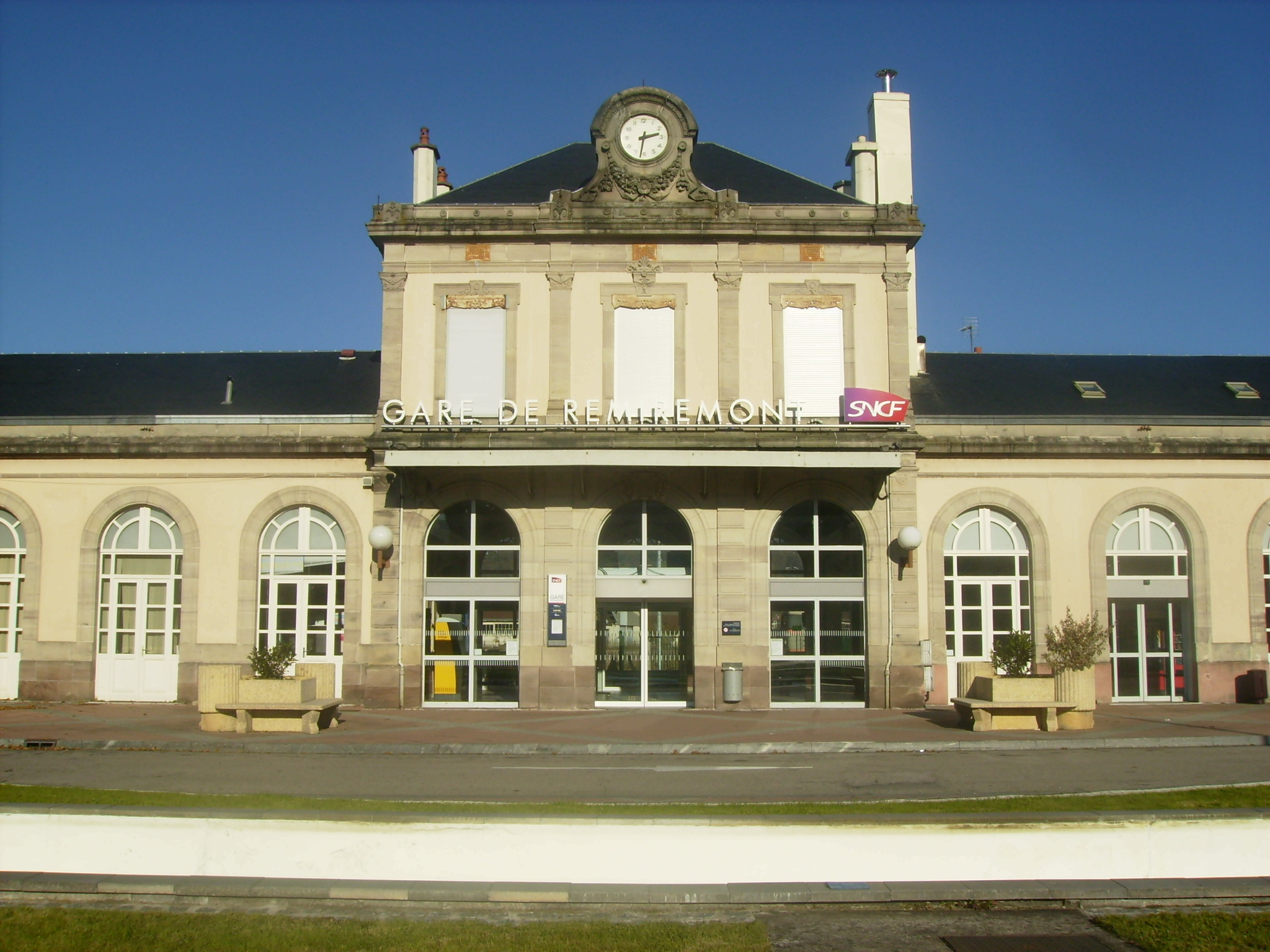
Gare de Remiremont.

#### Voies routières
- Commune accessible par les départementales D417 depuis Remiremont et Gérardmer, D246 depuis Vagney.

#### Transports en commun
- Réseau régional de transports en commun « Fluo Grand Est »[20].
- Gare routière de Remiremont[21].

##### Lignes SNCF
- Gare de Remiremont.

### Risques majeurs

#### Risque sismique
Commune située dans une zone de sismicité modérée.

## Toponymie
Le nom de la localité est attesté sous les formes Saint Amat (XIVe siècle), Saint Amei (1419), Sainct Amat (1447), Sainct Amait (1469) ; Sancto Amato alias de Selles (1515) ; Sainct Amet (1552) ; Sainct Aymez (1593) ; Sainct Avet (1594) ; Cellæ (1768) ; Lanol dit Saint-Amé (XVIIIe siècle, carte Cassini), Saint Amé (an II) ; La Nol-sur-Moselle (an II, Révolution française) ; Maison commune d'Amé (an III).
Saint-Amé est un hagiotoponyme qui fait référence à Amé de Remiremont ou saint Aimé, ou saint Amat, ou Saint Amet, originaire de Grenoble, moine et ermite de l'abbaye d'Agaune en Suisse, puis fondateur du monastère de Remiremont.
Ses habitants sont appelés les Stamésiens et les Stamésiennes. Le gentilé actuel a été introduit dans les années 1970 par le maire René Barlogis.
Auparavant, les habitants de Saint-Amé et du Syndicat étaient appelés Poterlacats, « qui lèchent le pot », référence à une querelle légendaire et humoristique entre deux bonnes gens, mari et femme, si pauvres qu'ils devaient râcler le fond des pots pour se nourrir. Il existait d’ailleurs un restaurant « Le Poterlacat ».

## Histoire
Le moine colombaniste Amé fonde en 620 sa retraite spirituelle au Saint-Mont, sur les ruines d'un oppidum gallo-romain.

Acteur essentiel dans la fondation du monastère féminin du mont Habend, archétype de l'époque du « chercheur de Dieu », passionné de solitude radicale au cœur de l'élément naturel (forêts, grandes contrées sauvages et retirées), mystique intransigeant, prédicateur itinérant à la parole efficace. Ce personnage fut aussi le premier abbé du monastère fondé par Romaric (dont Amé était le père spirituel), vivant d'une humilité profonde et vraie, reconnaissant ses erreurs et ses égarements jusqu'aux dernières heures de son existence. En dépit des difficultés des récits hagiographiques qui alourdissent le merveilleux et altèrent la réalité historique par des schémas et des standards codés, on peut se laisser séduire par le récit de son existence.
Une partie de la ville de Saint-Amé, Sainct-Amet, était du ban de Moulin dont la seigneurie appartenait à la grande prévôté du chapitre de Remiremont. L'autre partie dépendait de la mairie de Celles dont la seigneurie était à l'abbesse de Remiremont. En 1594, la commune dépendait du bailliage des Vosges, prévôté d'Arches, en 1751, du bailliage de Remiremont et maîtrise d'Épinal et en 1790, du district de Remiremont, canton de Vagney. À cette époque, elle prit brièvement le nom révolutionnaire de Nol-sur-Moselle.
Au spirituel, la commune dépendait de la paroisse de Celles, dont le patronage était au chapitre de Remiremont, qui se trouvait sous l'invocation de saint Amé. L'ancienne église paroissiale était située sur le rocher qui servit de retraite à saint Amé. Elle fut démolie en 1727 et la nouvelle église fut construite au hameau de la Nol, actuel territoire de la commune du Syndicat.
Les Kyriolés. Jusqu’à la Révolution, tous les lundis de Pentecôte, huit paroisses dépendant du chapitre (Dommartin-lès-Remiremont, Ramonchamp, Rupt-sur-Moselle, Saint-Amé, Saint-Nabord, Saint-Étienne-lès-Remiremont, Saulxures-sur-Moselotte et Vagney) envoyaient des jeunes filles qui se présentaient à l’église de Remiremont et y entonnaient des cantiques en français,.
Aujourd'hui, la « paroisse Saint-Amé des 3 vallées » regroupe les secteurs de Saint-Amé, Cleurie, La Forge, Le Syndicat, Vecoux et Dommartin-lès-Remiremont.
L'école des garçons et la mairie datent de 1848 ; l'école des filles de 1869 et l'école enfantine de 1884. La commune a compté 500 habitants en l'an XII, 569 habitants en 1830, 932 habitants en 1867.

## Politique et administration

### Intercommunalité
- Commune membre de la Communauté de communes de la Porte des Vosges Méridionales.

### Budget et fiscalité 2022

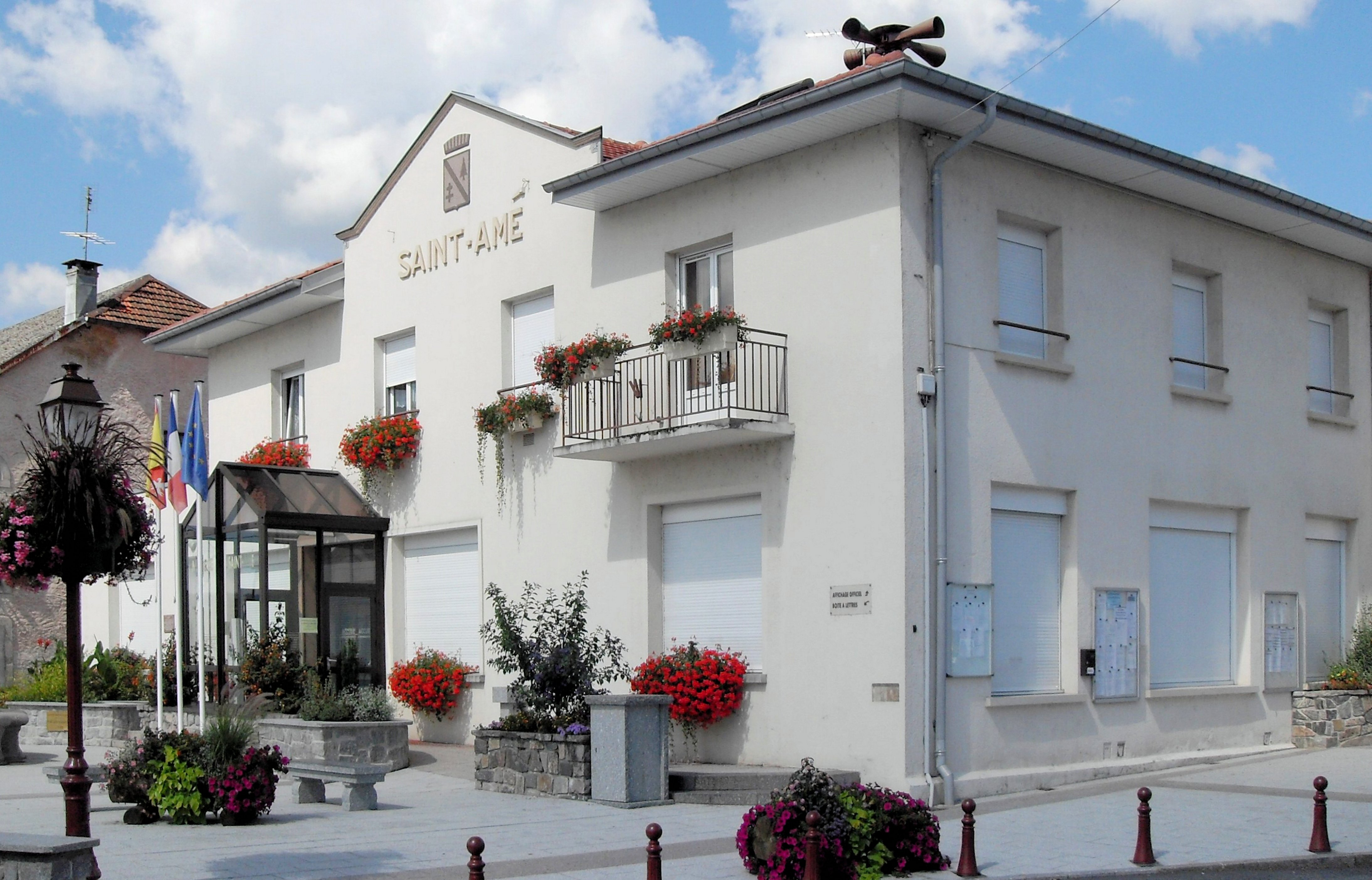
La mairie.

En 2022, le budget de la commune était constitué ainsi :
- total des produits de fonctionnement : 1 779 000 €, soit 814 € par habitant ;
- total des charges de fonctionnement : 1 553 000 €, soit 711 € par habitant ;
- total des ressources d’investissement : 394 000 €, soit 181 € par habitant ;
- total des emplois d’investissement : 141 000 €, soit 67 € par habitant.
- endettement : 1 232 000 €, soit 564 € par habitant.

Avec les taux de fiscalité suivants :
- taxe d’habitation : 8,75 % ;
- taxe foncière sur les propriétés bâties : 39,73 % ;
- taxe foncière sur les propriétés non bâties : 26,01 % ;
- taxe additionnelle à la taxe foncière sur les propriétés non bâties : 0,00 % ;
- cotisation foncière des entreprises : 0,00 %.

Chiffres clés Revenus et pauvreté des ménages en 2021 : Médiane en 2021 du revenu disponible, par unité de consommation : 22 470 €.

### Liste des maires
| Période                                  | Période                       | Identité             | Étiquette | Qualité |
| ---------------------------------------- | ----------------------------- | -------------------- | --------- | --- |
| Les données manquantes sont à compléter. |                               |                      |           | |
| 1900                                     | 1904                          | Honoré Genay         |           | |
| 1904                                     | 1921                          | Napoléon Marchal     |           | Filateur |
| 1921                                     | 1935                          | Auguste Virieux      |           | |
| 1935                                     | 1935                          | François Grosdemange |           | |
| 1935                                     | 1945                          | Camille Faure        |           | |
| 1945                                     | 1945                          | Julien Duchêne       |           | |
| 1945                                     | mars 1971                     | Marc Thiriet         |           | |
| mars 1971                                | juin 1995                     | René Barlogis        |           | |
| juin 1995                                | mars 2001                     | Jean Pizzato         |           | |
| mars 2001                                | mars 2008                     | Annette Fleurence    | DVD-UMP   | Conseillère régionale de Lorraine (2004 → 2010) |
| mars 2008                                | septembre 2009 (démission)    | Alain Sanchi         |           | Responsable commercial retraité |
| 1eroctobre 2009                          | 2020                          | Marcelle André       | UDI       | Retraitée de l'enseignement |
| 2020                                     | En cours (au 7 novembre 2020) | Arnaud Jeannot       |           | Cadre administratif et commercial d'entreprise. Sixième Vice Président, Délégué à la culture et aux sports de la Communauté de communes de la Porte des Vosges Méridionales. |

### Jumelages
- Schignano (Italie) depuis 1988[34].

## Économie

### Entreprises et commerces

#### Agriculture-élevage
- Élevage canin[35],[36].

#### Tourisme
- Gîtes, Chalets, Chambres d'hôtes, Hôtels, Restauration, Bar.

#### Commerces
- Commerces de proximité.
- Carrière de granit[37].
- Artisanat et Industrie.

## Population et société

### Démographie
L'évolution du nombre d'habitants est connue à travers les recensements de la population effectués dans la commune depuis 1793. Pour les communes de moins de 10 000 habitants, une enquête de recensement portant sur toute la population est réalisée tous les cinq ans, les populations de référence des années intermédiaires étant quant à elles estimées par interpolation ou extrapolation. Pour la commune, le premier recensement exhaustif entrant dans le cadre du nouveau dispositif a été réalisé en 2007.

En 2022, la commune comptait 2 140 habitants, en évolution de −1,2 % par rapport à 2016 (Vosges : −2,96 %, France hors Mayotte : +2,11 %).
| 1793 | 1800 | 1806 | 1821 | 1831 | 1836 | 1841 | 1846 | 1856 |
| ---- | ---- | ---- | ---- | ---- | ---- | ---- | ---- | ---- |
| 463  | 476  | 502  | 563  | 642  | 693  | 662  | 672  | 740  |

| 1861 | 1866 | 1876 | 1881  | 1886  | 1891  | 1896  | 1901  | 1906  |
| ---- | ---- | ---- | ----- | ----- | ----- | ----- | ----- | ----- |
| 871  | 932  | 927  | 1 051 | 1 063 | 1 153 | 1 205 | 1 204 | 1 124 |

| 1911  | 1921  | 1926  | 1931  | 1936  | 1946  | 1954  | 1962  | 1968  |
| ----- | ----- | ----- | ----- | ----- | ----- | ----- | ----- | ----- |
| 1 178 | 1 062 | 1 080 | 1 080 | 1 162 | 1 235 | 1 375 | 1 553 | 1 924 |

| 1975  | 1982  | 1990  | 1999  | 2006  | 2007  | 2012  | 2017  | 2022  |
| ----- | ----- | ----- | ----- | ----- | ----- | ----- | ----- | ----- |
| 2 101 | 2 007 | 2 033 | 2 012 | 2 098 | 2 111 | 2 179 | 2 154 | 2 140 |

### Enseignement
Établissement d'enseignements et professeurs:
- Maternelle et Elémentaire (à Saint-Amé)
- École primaire ("Les Bruyères"; "Les Tilleuls")

#### Secondaire
- Collèges à Vagney et Remiremont,
- Lycées à Remiremont.

### Santé
Professionnels et établissements de santé :
- Centre hospitalier de Remiremont d'une capacité d'accueil totale de 274 lits[44],
- Médecins,
- Pharmacies,
- Kinésithérapeutes,
- Dentistes,

### Cultes
- Culte catholique, Paroisse Saint-Amé-des-Trois-Vallées[45], Diocèse de Saint-Dié.

## Culture locale et patrimoine

### Lieux et monuments

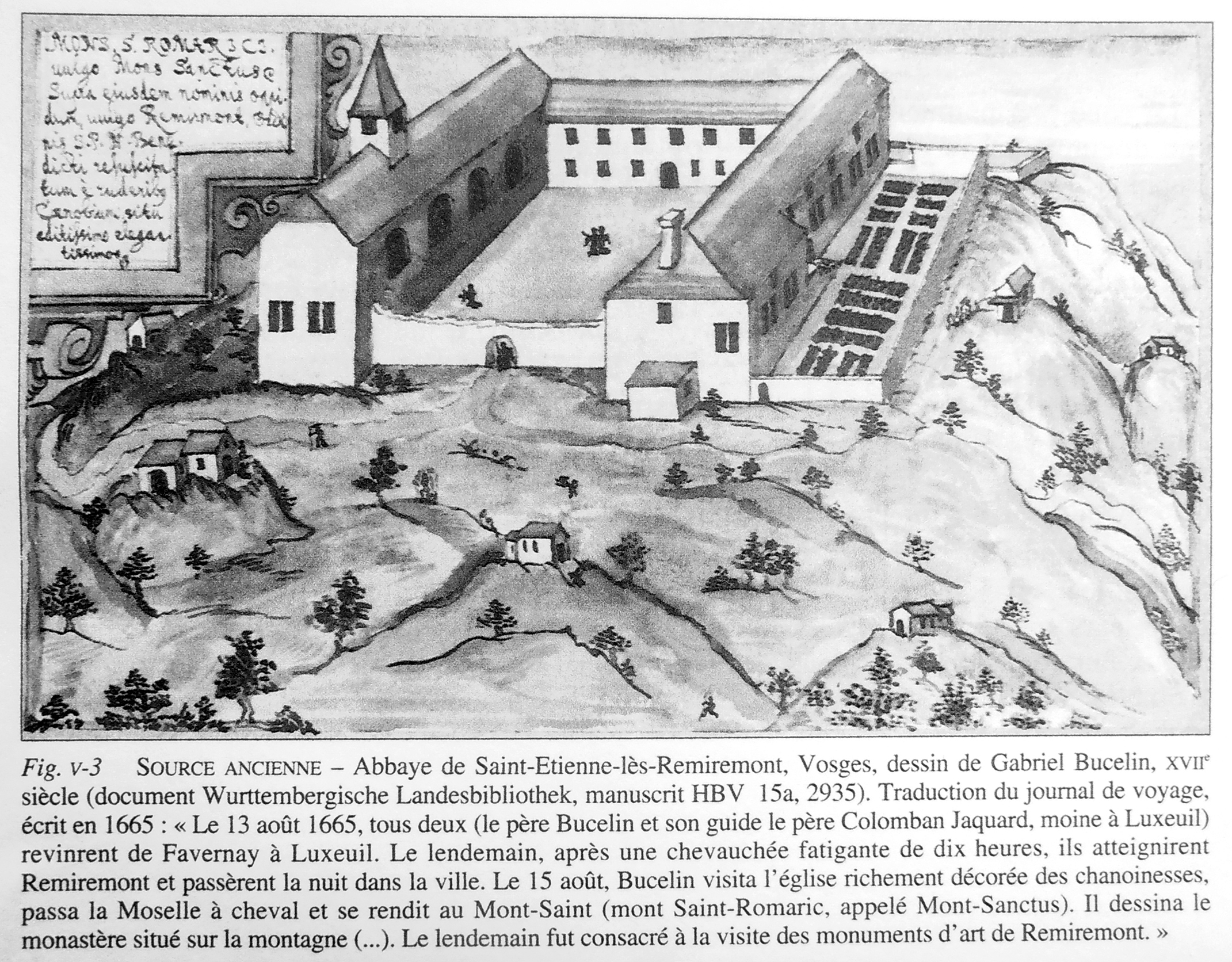
Dessin du Père Bucelin le 15 août 1665.
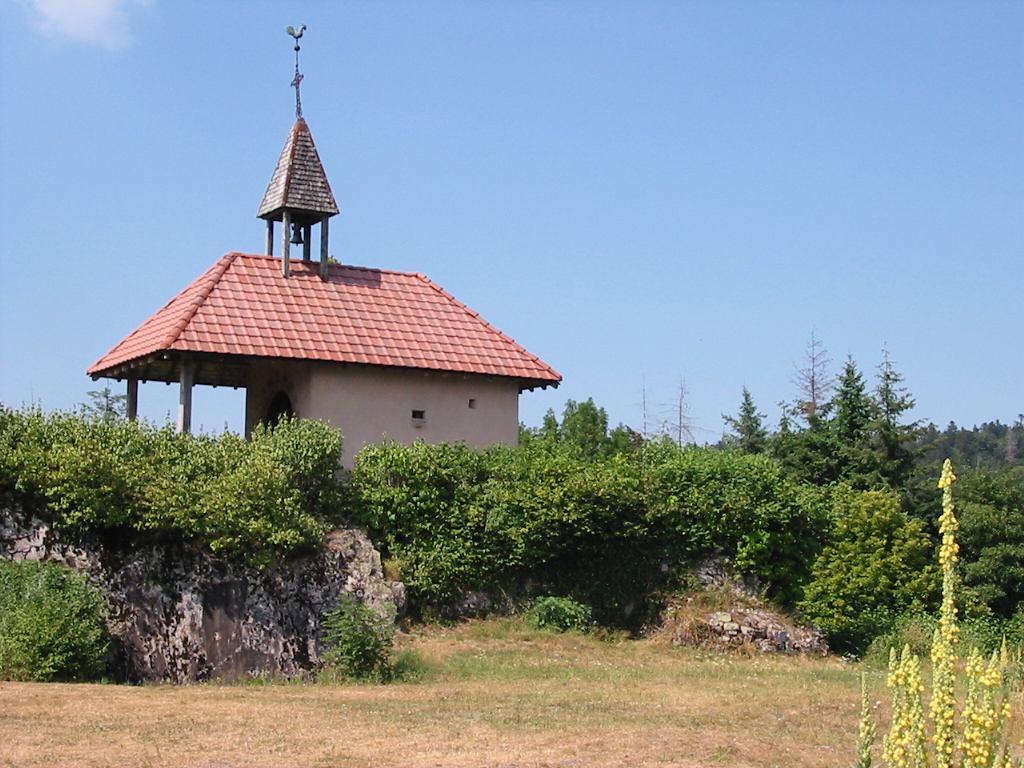
Chapelle Saint-Mont.
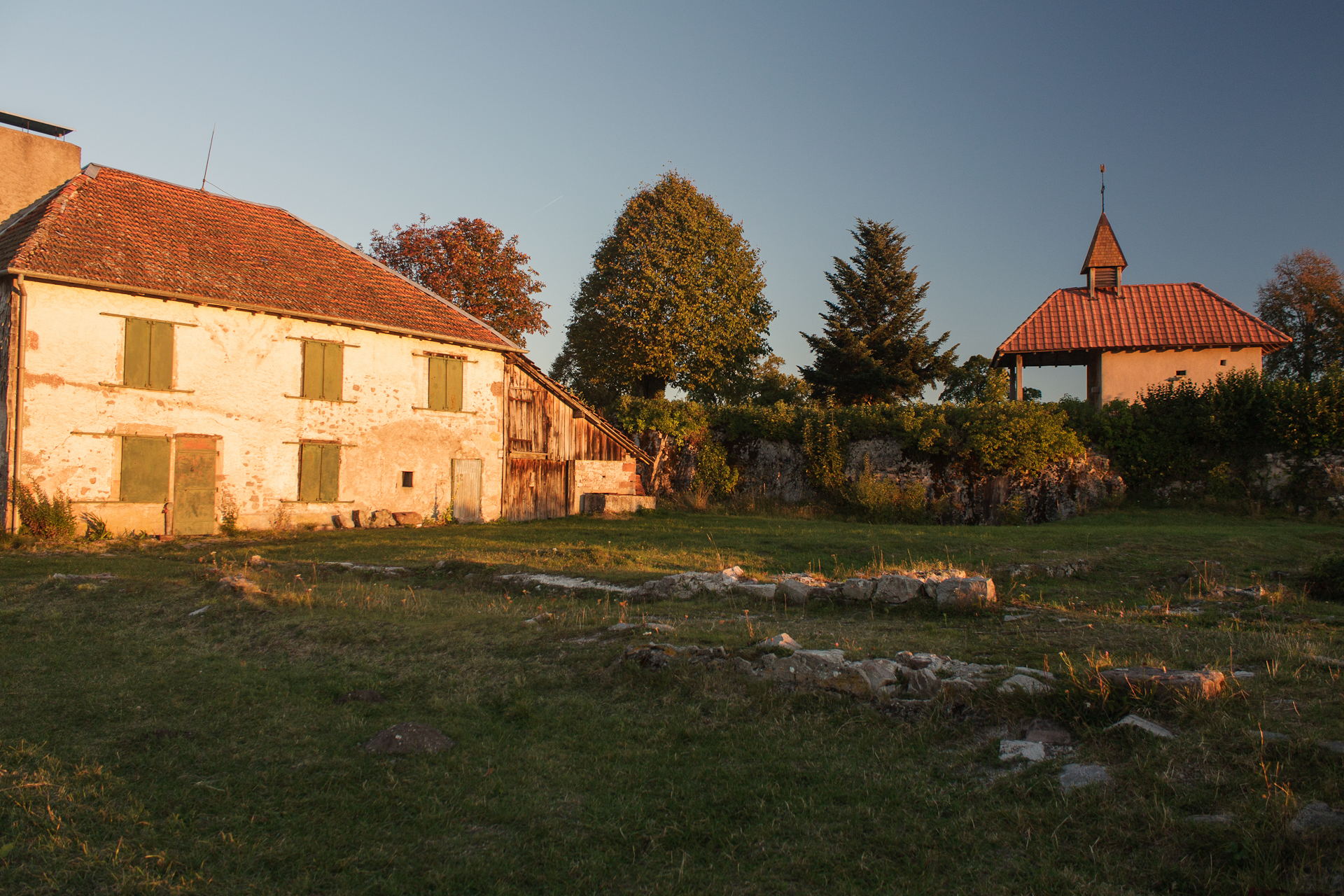
Site archéologique du Saint-Mont.
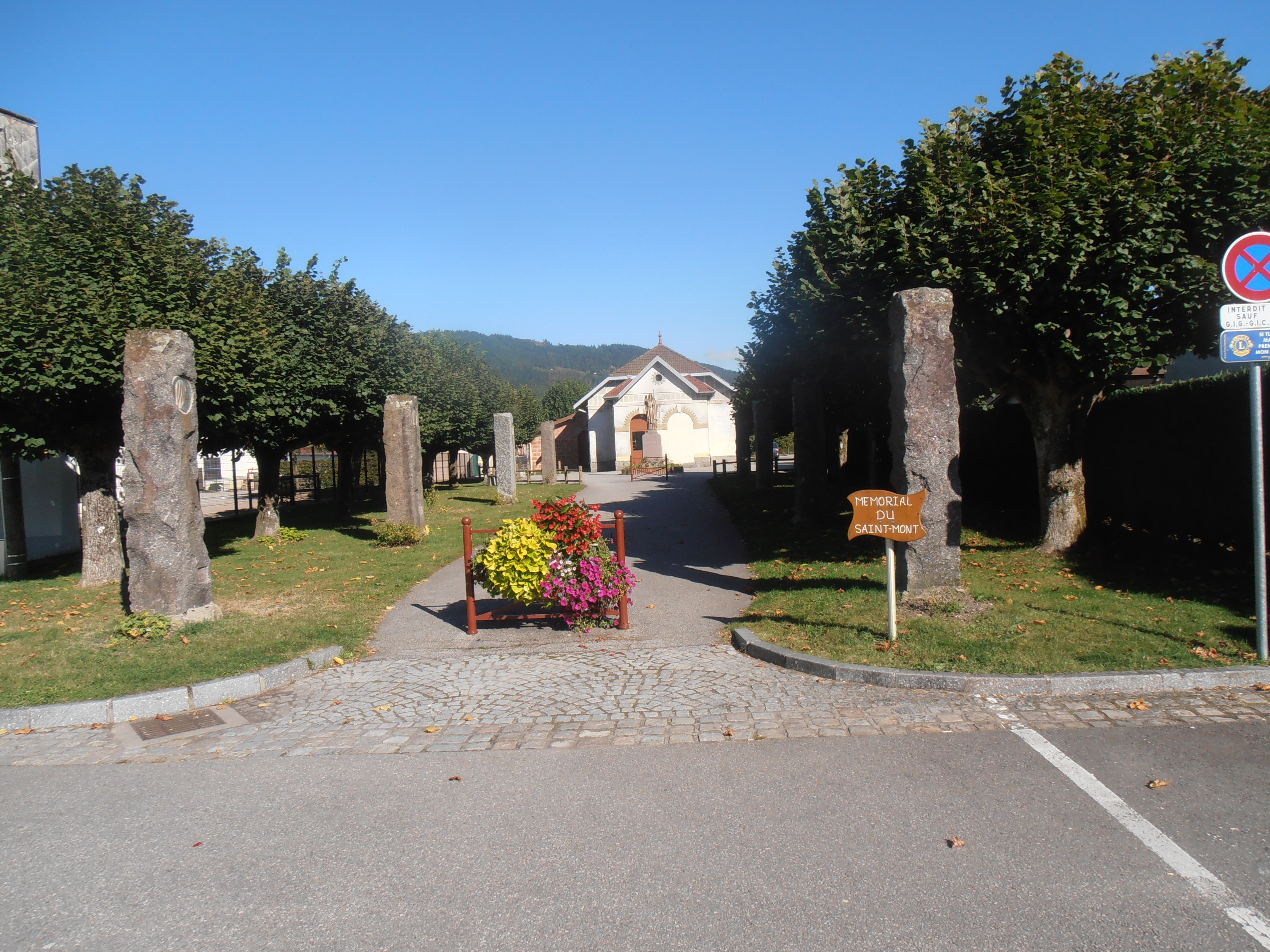
Mémorial du Saint-Mont[46].
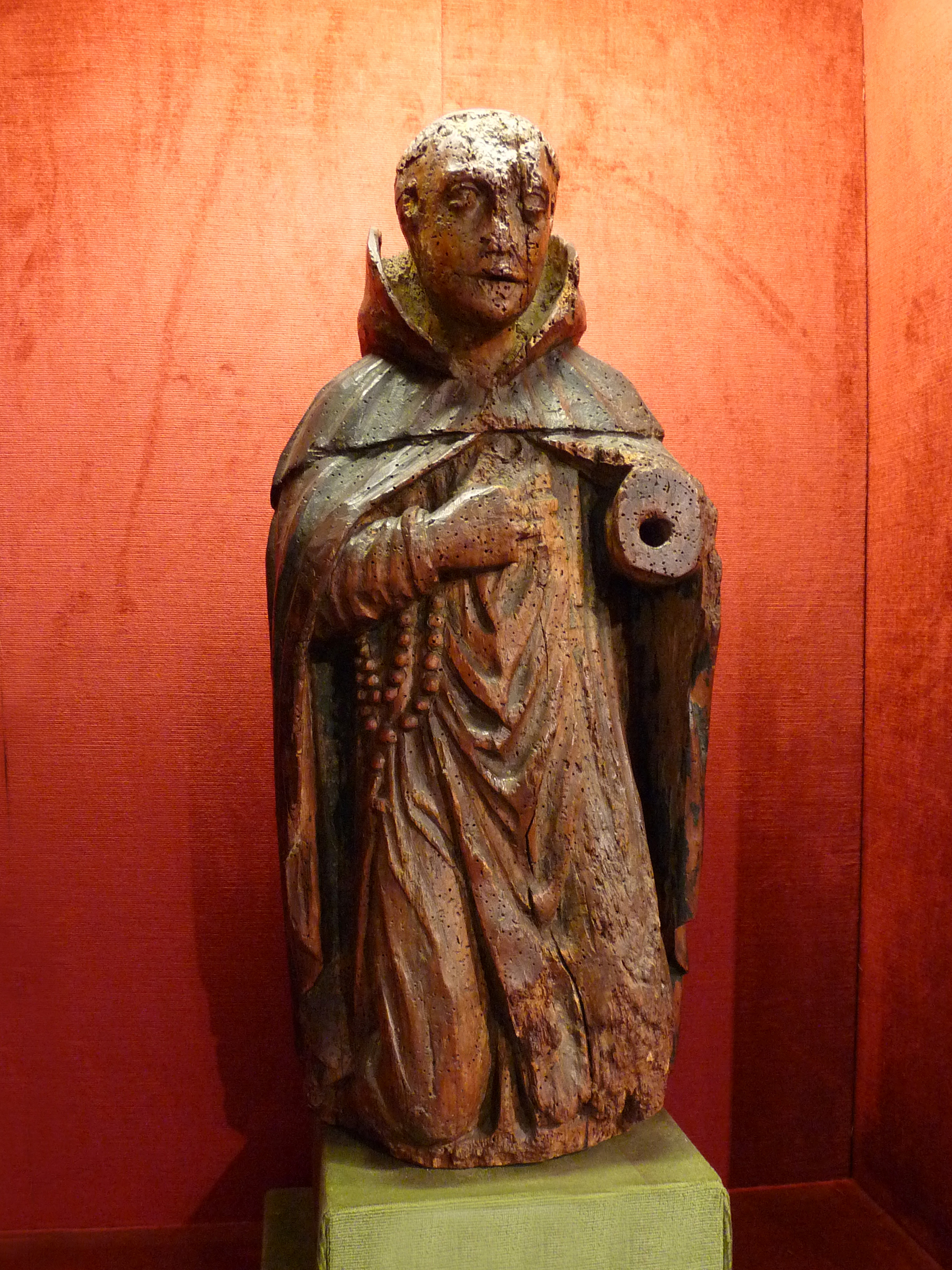
Statue de saint Amé de Remiremont[47].
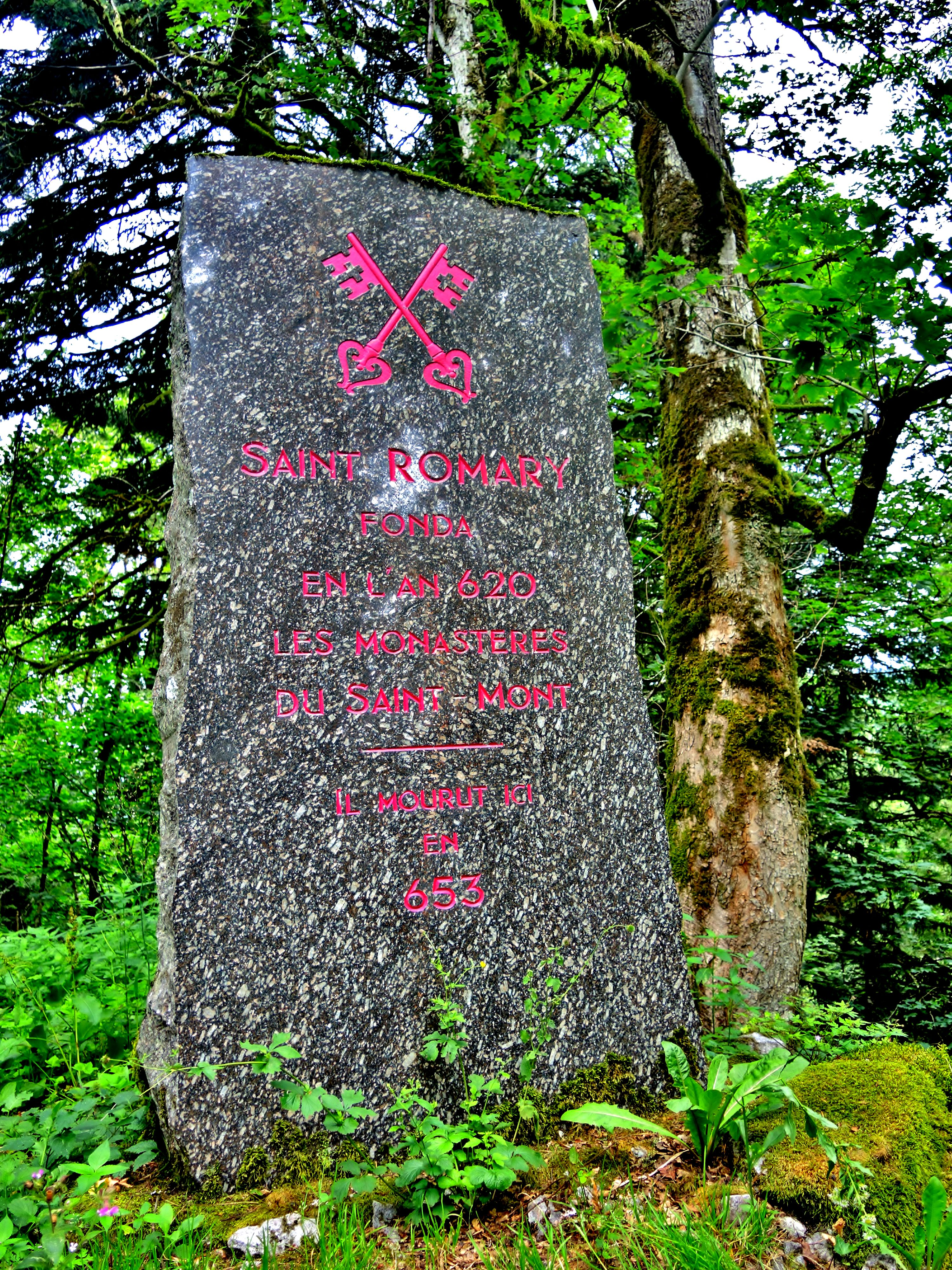
Stèle-indicative à l'entrée du site du Saint Mont.
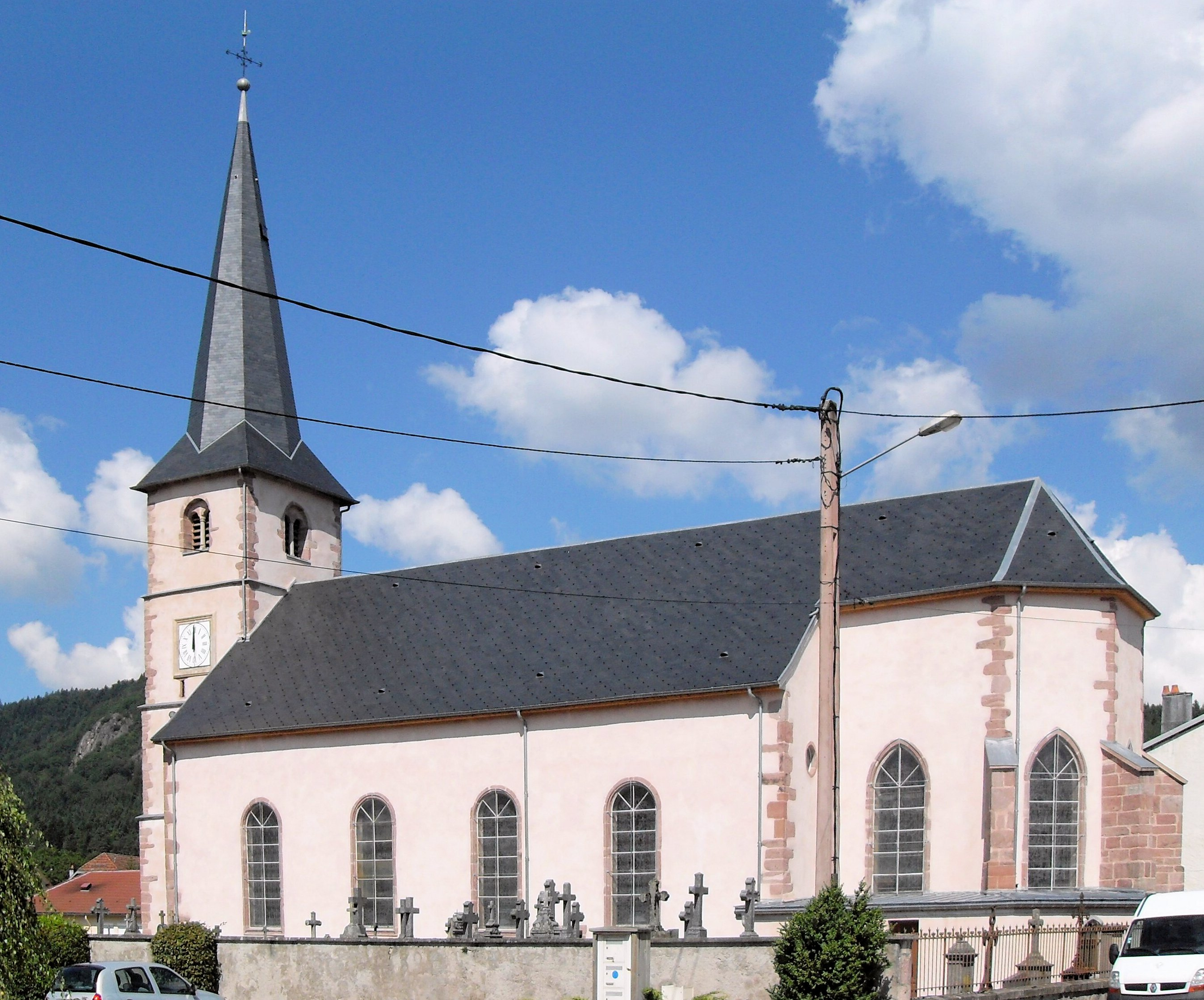
Église Saint-Amé.
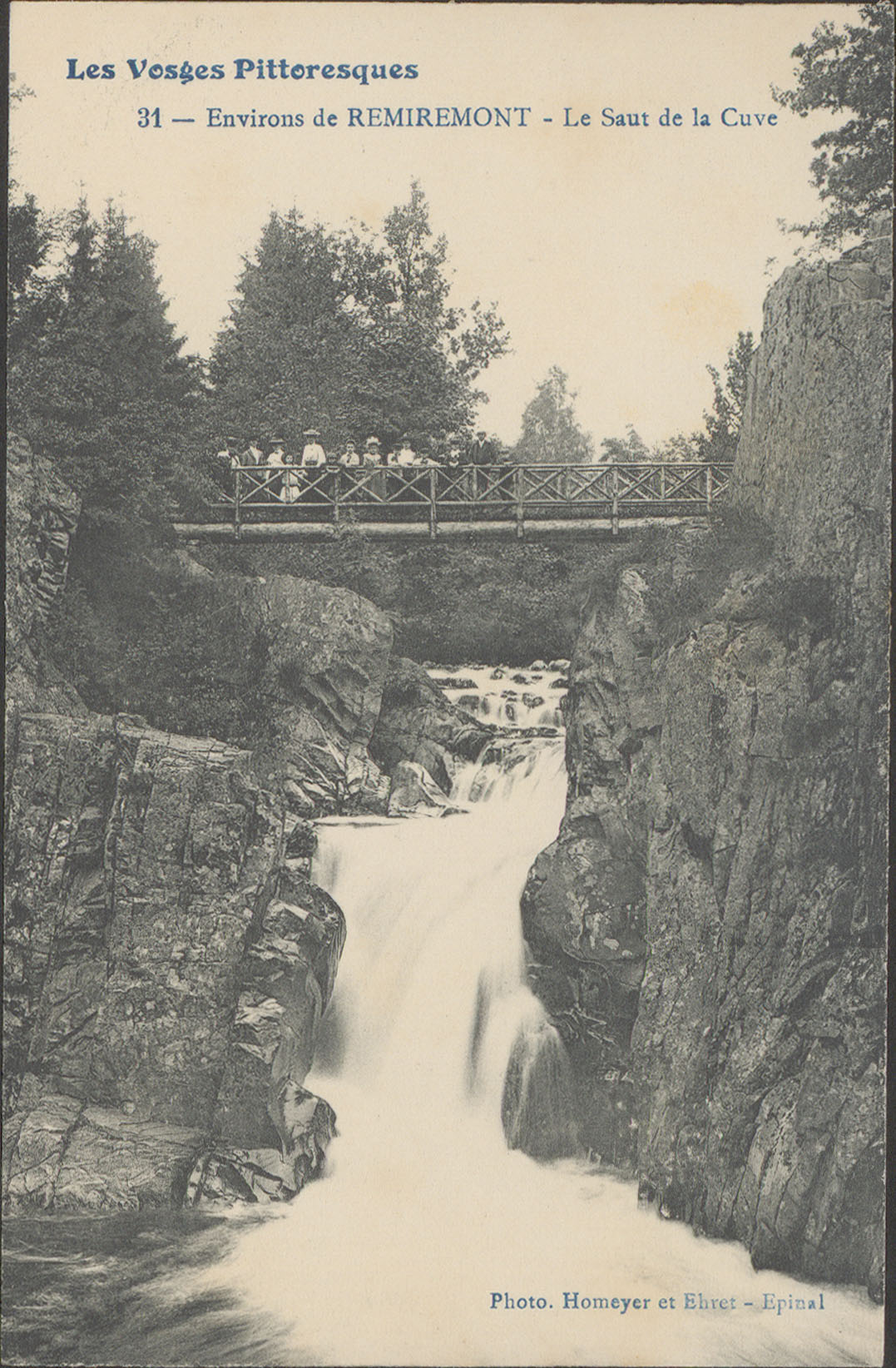
Cascade du Saut de la Cuve.
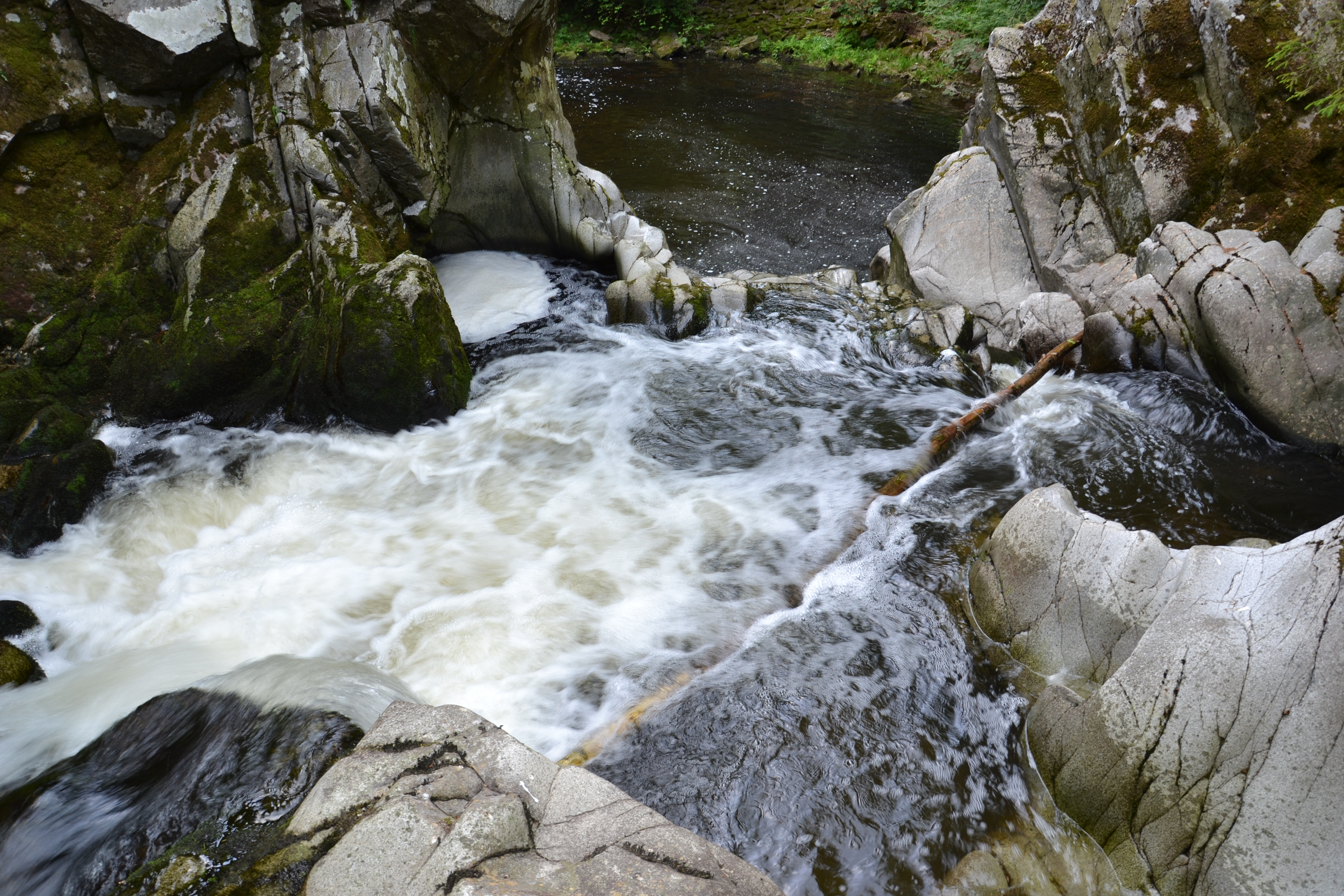
Saut de la cuve.

#### Patrimoine architectural
- Chapelle du vieux Saint Amé, site où vécut saint Amé[48], moine du VIIe siècle.

1. Situé dans les hauts de Celle, proche de la grotte où Saint Amé s’était retiré pour prier et faire pénitence[49],
2. Pèlerinage annuelle au Vieux Saint-Amé.

- Chapelle du Saint-Mont, sur le site à cheval sur les communes de Saint-Étienne-lès-Remiremont et Saint-Amé[50].
- Ouvrage dit pont des Fées, inscrit sur l’inventaire supplémentaire des monuments historiques par arrêté du 4 février 1988[51],[52].
- Le site archéologique situé sur le sommet du Saint-Mont, à cheval sur les communes de Saint-Étienne-lès-Remiremont et Saint-Amé, site inscrit sur l’inventaire des sites par arrêté du 25 janvier 1944[53], puis sur l’inventaire supplémentaire des monuments historiques par arrêté du 7 juillet 1995[54] : ancien oppidum gallo-romain où saint Romaric[55] et saint Amé[56] fondèrent un monastère en 620 dont on a retrouvé un dessin réalisé au XVIIe siècle[57],[58].
- Ermitage de Saint-Arnould situé sur le massif du Mort Homme où cet ancien évêque de Metz, ancêtre de Charlemagne se retira pour soigner les lèpreux.
- Église construite en 1725, 
  - avec son orgue des frères Géhin[59] (1857-1988)[60],[61], restaurés en 2011 par la Manufacture d'orgues Jean-Christian Guerrier, de Willer[62],
  - et statue reliquaire de saint Amé.

#### Patrimoine mobilier
- La clôture de chœur de l'église (appui de communion), classée au titre des objets mobiliers par arrêté du 4 septembre 1956[63].
- Monument aux morts[64].
- Statue de Pomone[65], déesse de l'agriculture, érigée par le maire Napoléon Marchal en 1909[66],[67].
- Oratoire moderne[68].
- Jardin paroissial : Mémorial du Saint-Mont[69], inauguré en septembre 1936. Une statue en bronze de saint Amé se dresse au bout d'une allée bordée de huit stèles à médaillon en granite des Vosges représentant chacun un saint lié à l'histoire du Saint-Mont : sainte Perpétue, sainte Gébertrude, sainte Claire, saint Romaric, saint Arnould, sainte Mactefelde, saint Adelphe et saint Emmon[70],[71].
- L'école des filles.

#### Patrimoine naturel
- Au massif des Corbelières, le Grand Rocher de Saint-Amé est un site local réputé pour l'escalade[72].

#### Autre type de patrimoine
- Le château de Celles[73],[74].
- Parc Miniature Alsace Lorraine, maquettes reproduisant les célèbres monuments de Lorraine, d'Alsace et de Franche-Comté. Il a fermé à l'automne 2008 pour rouvrir au printemps 2012 dans le parc impérial de Plombières-les-Bains.

#### Animations
- L'organisation du « Trail du Saint-Mont » (à pied), parcours de 17 km avec des difficultés croissantes, prévu à partir de 2016[75], contribuera à la valorisation des sites paysagers.

#### Parcours de santé et équipements sportifs[76]
- Parcours sportif, de santé dans les forêts de Saint-Amé
- Salle Polyvalente
- Courts de tennis
- Mur d'escalade (le grand rocher et le petit rocher)
- Terrain de football

### Personnalités liées à la commune
- Arnoul de Metz 580-641 à Saint-Mont, évêque de Metz.
- Julien Absalon, double champion olympique 2004 et 2008 de VTT, a été domicilié à Saint-Amé.
- Raymond Perrin, Stamésien depuis 1985, essayiste (Rimbaud) et historien des livres et journaux pour la jeunesse[77]. Il a publié en 2011 une Histoire du polar jeunesse et en 2016 un essai sur l'œuvre de Pierre Pelot, intitulé Pierre Pelot L'écrivain raconteur d'histoires.
- Gabriel Buzlin (Bucelin ou Bucelinus). Durant ses voyages il a réalisé un journal agrémenté de dessins d’abbayes et en particulier celui  de l'Abbaye du Saint-Mont[78]. Il fut prieur de Saint-Jean de Feldkirch (Vorarlberg) (Autriche), qui dépendait de l’abbaye de Weingarten.
- Étienne et Jean-Baptiste Géhin, facteurs d’orgues[79].
  - Étienne Géhin, facteur d'orgues[80], sur ecrivosges.com/
  - Jean-Baptiste Géhin, facteur d'orgues[81], sur ecrivosges.com/
- Antoine Tabozzi, sculpteur[82].

### Héraldique
| Blason | Blasonnement : Tranché d'or à un sapin arraché de sinople et de gueules à une croix de Lorraine d'or ; au filet en bande de sable brochant sur le tout. Commentaires : Le sapin symbolise les Vosges et la croix à double traverse est de Lorraine. |

## Pour approfondir

#### Documentation générale
- Fonds iconographiques, Archives départementales des Vosges
- Chiffres clés publiés par l'institut national de la statistique et des études économiques (INSEE). Dossier complet
- Inventaire national du patrimoine naturel de la commune
- Hydrogéologie et climatologie : Système d’information pour la gestion des eaux souterraines du bassin Rhin-Meuse :

Territoire communal : Occupation du sol (CORINE LAND COVER); Cours d'eau (BD Carthage),
Géologie : Carte géologique; Coupes géologiques et techniques,
Hydrogéologie : Masses d'eau souterraine; BD LISA; Cartes piézométriques.